# Бар, Ежи
Ежи Артур Бар (пол. Jerzy Artur Bahr, 23 апреля 1944, Краков — 25 июля 2016, там же) — польский дипломат, бывший посол Польши в России.

## Биография
Окончил философско-исторический факультет Ягеллонского университета. С 1974 года работал в Министерстве иностранных дел, в 1976—1980 годах был первым секретарём посольства Польши в Бухаресте. После введения военного положения в Польше, оставил государственную службу и вышел из партии, в 1983 году эмигрировал. Он сотрудничал с Радио Свободная Европа, а также с западными исследовательскими институтами, в том числе был экспертом Swiss Eastern Institute в Берне (в 1986—1991 годы).
В 1989 году вернулся в Польшу, в 1991 году снова поступил на дипломатическую службу. Был советником Посольства в Москве, генеральным консулом в Калининграде, начальником II Европейского департамента (1994—1996). В 1996—1998 годах — посол на Украине, в 1998—2001 годах — посол в Туркменистане, в 2001—2005 годах — посол в Литве.
С 1 марта по 22 декабря 2005 года возглавлял Бюро национальной безопасности Польши.
С 19 мая 2006 по 26 ноября 2010 года посол Польши в России.
Кавалер Командорского креста ордена Возрождения Польши (2005), Командорского креста со звездой ордена Возрождения Польши (2010), ордена «За заслуги» III степени (2001, Украина), Командорского ордена «За заслуги перед Литвой» (2005), Ордена Трёх звёзд (2005).
В 2010 году награждён Нагрудным знаком МИД России «За вклад в международное сотрудничество».
Свободно владел шестью иностранными языками (английский, немецкий, русский, украинский, литовский и румынский языки).